# Ágnes Kiss
Ágnes Anna Kiss (Szeged, 22 de mayo de 2005) es una deportista húngara que compite en piragüismo en la modalidad de aguas tranquilas.
En los Juegos Europeos de Cracovia 2023 consiguió una medalla de bronce en la prueba de C1 500 m. Ganó cuatro medallas en el Campeonato Europeo de Piragüismo, en los años 2024 y 2025.
Participó en los Juegos Olímpicos de París 2024, ocupando el cuarto lugar en la prueba de C2 500 m.

## Palmarés internacional
| Juegos Europeos    | Juegos Europeos          | Juegos Europeos   | Juegos Europeos |
| Año                | Lugar                    | Medalla           | Competición     |
| ------------------ | ------------------------ | ----------------- | --------------- |
| 2023               | Cracovia (Polonia)       | Medalla de bronce | C1 500 m        |
| Campeonato Europeo |                          |                   |                 |
| Año                | Lugar                    | Medalla           | Competición     |
| 2024               | Szeged (Hungría)         | Medalla de oro    | C2 500 m        |
| 2024               | Szeged (Hungría)         | Medalla de bronce | C2 200 m        |
| 2025               | Račice (República Checa) | Medalla de bronce | C2 200 m        |
| 2025               | Račice (República Checa) | Medalla de bronce | C2 500 m        |